# Jampil
Jampil (ukrajinsky Ямпіль) je město ve Vinnycké oblasti na Ukrajině. Žije zde přibližně 11 tisíc obyvatel. Nachází se na břehu řeky Dněstr na hranici s Moldavskem, asi 11 km od moldavského města Soroca. Město bylo založeno kolem roku 1600 Janem Zamoyským, kancléřem a hejtmanem Republiky obou národů. Od počátku 18. století patřilo polským magnátům Potockým. V roce 1924 získal status sídla městského typu. Před 2. světovou válkou měl početnou židovskou komunitu.